# Ferrari 250 MM
Ferrari 250 MM — двухместный гоночный автомобиль, разработанный к сезону 1953 года для участия в гонках на выносливость, как кольцевым, так и по дорогам общего пользования в классе до 3-х литров. Фактический, родоначальник всей последующей трёхлитровой серии гоночных автомобилей Ferrari категории GT классической компоновки, закончившейся только в середине 1960-х моделью Ferrari 250 GTO.
Индекс «250» означает объём одного цилиндра используемого двигателя. «MM» — от Милле Милья.

## История
Модель разработана как относительно массовая эволюция выигравшего гонку Милле Милья 1952 года прототипа Ferrari 250 S, хотя за исключением 3-литрового двигателя Colombo V-12, стилистически и конструктивно это несколько разные автомобили. Шасси с силовым агрегатом (двигателем и трансмиссией) впервые показано на Парижском автосалоне в октябре 1952, а первый готовый автомобиль в закрытом кузове берлинетта от Pinin Farina — на Женевском автосалоне в марте 1953. Чуть позже появилась чисто гоночная версия в кузове баркетта от Carrozzeria Vignale, и в этих двух разных кузовах модель производилась в течение года, вплоть до февраля 1954.
Общий объём выпуска точно не известен, и по разным данным составляет от 32 до 36 единиц в том числе 1 единица в кузове купе от той же Carrozzeria Vignale. В любом случае в Ferrari должны были произвести не менее 25 единиц, как того требовали омологационные требования к гоночным автомобилям категории Series Production Sports Cars (группа 4 на 1953 год), что и было точно сделано. Для омологации в категории Gran Touring (группа 2 на 1953 год), требовавшей выпуск не менее 100 единиц в год, данная модель в любом случае не годилась.

## Конструкция
Автомобиль разработан на трубчато-лонжеронном шасси, производном от Ferrari 166 MM 1949 года, с колёсной базой в 242 см и нового для этого шасси 3-литрового двигателя Ferrari-Colombo V-12. Трансмиссия — механическая, классического типа (коробка передач сблокирована с двигателем). Передняя подвеска — двухрычажная, на поперечной рессоре. Задняя подвеска — на неразрезном мосту и продольных тягах, рессорная. Амортизаторы — коловратного типа. Тормоза — барабанные. Колёсные ступицы — типа Rudge-Whitworth с центральной гайкой. Колёса — спицованные Borrani, размером 6½×15 или 6×16. Шины — Pirelli.

## Модификации
Модель 250 MM не имела модификаций и за исключением двух вариантов кузова все выпущенные автомобили технически идентичны.

#### 250 MM Pinin Farina berlinetta
Несмотря на закрытый кузов в стилистике автомобиля Gran Tourismo фактически это была чисто гоночная версия, не особо приспособленная для повседневной эксплуатации: у автомобиля отсутствовал багажник как таковой, всю заднюю часть шасси занимал 155-литровый бензобак, а запасное колесо находилось в салоне позади ряда сидений под стеклом. При всё этом на испытаниях одного из автомобилей в 1957 году британский журнал Sports Car and Lotus Owner Magazine высоко оценил удобство автомобиля для обычных дорожных не гоночных условий.
Выпущено не менее 17 единиц.

#### 250 MM barchetta Vignale
Чисто гоночная открытая версия в стилистике, близкой к баркетте Ferrari 225 S, построенной той же Carrozzeria Vignale годом ранее, и получившая в качестве визуальной особенности такие же тройные вентиляционные окошечки по бокам передних крыльев.
Выпущено не менее 13 единиц.

#### 250 MM coupé Vignale
Условно дорожная версия. Выпущена 1 единица. Какие-либо подробности отсутствуют.

## Спортивные результаты
Порядка 160 гонок различного уровня в период 1953-1962 года. 27 побед в абсолюте и 21 победа в классе. Первый старт в гонках — 1080-км гонка Giro de Sicilia в апреле 1953. Автомобили в основном использовались небольшими командами и частными гонщиками. Сама Scuderia Ferrari использовало данную модель редко: только 6 гонок в 1953 году и две победы — кольцевая Гран при Монцы и ралли Coppa d'Oro delle Dolomiti.  В гонке Милле Милья 1953 года оба 250 MM заводской команды сошли (Ferrari выиграла гонку на Ferrari 340 MM), а лучшим результатом 250 MM здесь стало четвёртое место выступавшего за себя уже неизлечимо больного раком Клементе Биондетти в гонке 1954 года.